# Glycerius (Mailand)
Glycerius († 15. September 438 in Mailand) war Erzbischof von Mailand und ist ein Heiliger der römisch-katholischen Kirche. Er ist nicht zu verwechseln mit dem gleichnamigen römischen Kaiser und späteren Bischof von Salona.

## Leben
Über das Leben des Glycerius ist so gut wie nichts bekannt. Vermutlich war er während seines Episkopates ein Lehrer des weströmischen Kaisers Valentinian III. Vor seiner Zeit als Erzbischof war er bereits Diakon in Mailand.
Im Jahr 436 wurde Glycerius Erzbischof von Mailand. Die meiste Zeit seines Episkopates verbrachte er nicht in Mailand, sondern in Antiochien.
Glycerius wird heute als Heiliger verehrt. Da an seinem Todestag bereits das Fest des Heiligen Nikomedes gefeiert wird, verlegte man seinen Gedenktag auf den 20. September. Glycerius’ Grab befindet sich in der Kirche San Nazaro in Brolo in Mailand.